# Заложник смерти
«Зало́жник сме́рти» (англ. Afterwards) — фильм режиссёра Жиля Бурдо, экранизация романа (фр. Et après) Гийома Мюссо. В главных ролях Ромен Дюрис и Джон Малкович.

## Сюжет
Натана, когда он был ещё ребёнком, сбила машина, он практически умер и увидел «свет в конце тоннеля». Но вопреки ожиданиям врачей вернулся к жизни после клинической смерти.
Двадцать лет спустя, Натан — блистательный адвокат в Нью-Йорке. Его терзает болезненный развод и он ушёл с головой в работу, отгородившись ото всех. Живёт вдали от бывшей жены Клэр и дочери. Но в его жизни появляется таинственный доктор Кэй. Он заявляет, что обладает даром предвидеть дату смерти любого человека. Люди, которые скоро умрут, начинают светиться, и доктор видит это сияние. Доказав на близких Натана свою правоту, доктор внушает ужас самому Натану, предсказывая тому скорый конец. Кэй уверяет, что видит кончину, но поделать с этим ничего нельзя.
Полностью изменяя представление Натана об окружающем мире, Кэй рассказывает Натану, что тот вернулся к жизни, чтобы, как и доктор, быть проводником в иной мир. Натан пытается исправить ошибки прошлого и наладить отношения c женой. Добившись этого, он вдруг замечает свечение вокруг Клэр.

## Создатели

### Съёмочная группа
- Режиссёр —Жиль Бурдо
- Продюсеры — Оливье Дельбоск, Марк Миссонье
- Сценаристы — Мишель Спиноза, Жилль Бурдо, Гийом Муссо
- Оператор — Ли Пинбинь
- Композитор — Александр Деспла
- Художники — Энн Притчард, Джори Адам, Колумб Рэби
- Монтаж — Валери Десэн

### В ролях
- Ромен Дюрис — Натан, адвокат.
- Джон Малкович — Кэй.
- Эванджелин Лилли — Клэр, жена Натана.
- Рис Томпсон — Джереми.
- Сергей Приселков — Рашевский

### Роли дублировали
- Александр Гаврилин — Натан
- Леонид Белозорович — Кэй

## Даты премьер
- Бельгия — 14 января 2009[1]
- Канада — 7 сентября 2008[1]
- Франция — 14 января 2009[1]
- Япония — 25 сентября 2010[1]
- Россия — 13 января 2011[1]

## Альтернативные названия
- Depois de Partir — Бразилия (DVD)
- Después de muerto — Аргентина (DVD)
- Ein Engel im Winter — Германия (DVD)
- Et après — Франция
- O angelioforos — Греция (DVD)
- Potem — Польша
- Szerelem életre-halálra — Венгрия
- The Messenger — Швеция